# Anna Trevisi
Anna Trevisi (Brugneto, 8 maggio 1992) è una ciclista su strada italiana che corre per il team Liv AlUla Jayco. Gareggia tra le Elite dal 2012.

## Carriera
Dopo aver debuttato tra le juniores nel 2009 con il team Avantec-Artuso-Tre Colli di Breganze, nel 2010 passa al team Pedale Reggio. Il 17 luglio 2010 ad Ankara si laurea campionessa europea su strada vincendo la prova in linea di categoria. Nel 2011 gareggia come Under-21 con la squadra trentino-veneta Cristoforetti-Cordioli, prendendo parte anche ad alcune gare internazionali per Elite.
Esordisce definitivamente tra le Elite all'inizio del 2012 con la Vaiano-Tepso: con questa formazione coglie alcuni piazzamenti e partecipa a due edizioni del Giro d'Italia, nel 2012 e nel 2013. Nel 2014 si trasferisce alla Estado de México-Faren, nel 2015 passa invece al team Inpa Sottoli Giusfredi e nel 2016 all'Alé-Cipollini (divenuta UAE Team ADQ a inizio 2022).

## Palmarès
- 2010 (Juniores)

Campionati europei, Prova in linea Juniores

## Piazzamenti

### Grandi Giri
- Giro d'Italia

2012: 97ª
2013: ritirata (7ª tappa)
2014: ritirata (9ª tappa)
2015: ritirata (6ª tappa)
2016: non partita (4ª tappa)
2017: ritirata (10ª tappa)
2020: non partita (4ª tappa)
2021: 75ª
2022: 63ª

### Competizioni mondiali
- Campionati del mondo

Offida 2010 - In linea Juniores: ritirata
Innsbruck 2018 - Cronosquadre: 10ª

### Competizioni europee
- Campionati europei

Ankara 2010 - In linea Juniores: vincitrice
Olomuoc 2013 - In linea Under-23: ritirata